# Armand de Gramont
Guy Armand de Gramont, conte di Guiche (25 novembre 1637 – 29 novembre 1673), è stato un nobiluomo francese, avventuriero ed uno dei più grandi dongiovanni del XVII secolo.

## Biografia

### Infanzia
Era figlio del maresciallo Antoine III de Gramont e di Françoise-Marguerite du Plessis de Chivré, nipote del cardinale Richelieu. Sua sorella fu Catherine Charlotte, (1639–1678), principessa di Monaco e una volta amante di Luigi XIV di Francia.

### Vita sentimentale
Armand era bisessuale. Faceva parte dell'entourage di Filippo di Francia, che era omosessuale, dove molti lo consideravano l'uomo più bello di corte.

### Esilio e carriera militare
Guiche era, tuttavia, non innamorato a sufficienza di Louise da sfidare l'affetto di re Luigi XIV per lei. Fu esiliato nel 1662 per aver cospirato con la gelosa Enrichetta, duchessa di Orléans per aver messo zizzania tra Luigi XIV e Louise.
Combatté poi contro i turchi per la Polonia e contro gli inglesi, e alla fine tornò in Francia nel 1669.
Ritornò a corte nel 1671 e nel 1672, si unì a Luigi XIV e al Gran Condé nella guerra d'Olanda coprendosi di gloria quando attraversò a nuoto il fiume Reno, e l'intero esercito seguì il suo esempio.

## Ritratti in letteratura
Il conte di Guiche compare nei romanzi di Alexandre Dumas vent'anni dopo e Il visconte di Bragelonne, dove è descritto come il migliore amico di Raoul, figlio di Athos. In quest'ultimo romanzo, è incluso nell'entourage del principe Filippo ed ha un ruolo centrale nell'ingarbugliata rete di intrighi romantici che inghiottono la corte.
Armand de Guiche compare anche nel romanzo di Vittorio Colomba, Il Conte de Guiche, edito da Albatros-Il Filo. Nell’opera, che rielabora e riscrive il Cyrano de Bergerac di Edmond Rostand, il protagonista è Antoine de Guiche, padre di Armand, antieroe umano e profondo.